# Aidan Wilson
Aidan Wilson (* 2. Januar 1999 in Helensburgh) ist ein schottischer Fußballspieler, der bei den Glasgow Rangers spielt.

## Karriere

### Verein
Aidan Wilson wurde im Jahr 1999 in der schottischen Stadt Helensburgh geboren. Seine Karriere begann er in seiner Geburtsstadt beim Ardencaple Boys Club. Im Jahr 2007 kam er in die etwa 40 km entfernt gelegene Metropole Glasgow zum dortigen Rangers FC. Am 9. Mai 2017 unterschrieb er bei den Rangers seinen ersten Profivertrag. Acht Tage später gab der 18-jährige Wilson sein Debüt als Profi unter Manager Pedro Caixinha am vorletzten Spieltag der Saison 2016/17 gegen den FC Aberdeen. Am letzten Spieltag kam er gegen den FC St. Johnstone erneut zum Einsatz. Er stand in beiden Spielen in der Startelf.

### Nationalmannschaft
Im Jahr 2014 absolvierte Wilson ein Spiel für die U-16 von Schottland gegen Nordirland.